# مديرية الإفتاء العسكري (الجيش الأردني)
مديرية الإفتاء في الجيش العربي هي إحدى الصنوف العسكرية التابعة للجيش الأردني، وهي مؤسسة دينية وغير قتالية. وكان الشيخ عبد الله بن محمد بن علي بن هارون، العزب، المفتي الأول للقوات المسلحة الأردنية الهاشمية ومؤسس الإفتاء العسكري الأردني.

## الواجبات
- ترسيخ العقيدة الإسلامية في نفوس أفراد الجيش.
- رفع معنويات منتسبي القوات المسلحة الأردنية.
- محاربة الممارسات السيئة التي قد تحدث من أفراد الجيش.
- محاربة الإشاعات.
- تعزيز الالتزام بالأخلاق الإسلامية.[3]

## مدير الافتاء
تولى رئاسة مديسرة الافتاء عددا من علماء الشريعة في الأردن زهم:
- الشيخ عبد الله العزب
- اشيخ علي الجعبري
- الشيخ نوح القضاه
- الشيخ علي الفقير
- الشيخ محمود الشويات
- الشيخ عبد الكريم الخصاونة
- الشيخ يحيى البطوش
- الشيخ غالب الربابعة
- الشيخ ماجد الدراوشة

## وصلات خارجية
- الموقع الرسمي للقوات المسلحة الأردنية - القيادة العامة